# GP Stad Roeselare
De GP Stad Roeselare is een eendaagse wielerwedstrijd op de weg voor vrouwelijke eliterenners. De wedstrijd werd jaarlijks georganiseerd in Roeselare, België. De eerste editie werd verreden in 2007 en de laatste in 2012. De GP Stad Roeselare stond op de UCI-kalender als een 1.1 wedstrijd.

## Winnaars
| Jaar | Land                 | Ploeg                       |
| ---- | -------------------- | --------------------------- |
| 2007 | Martine Bras         |                             |
| 2008 | Loes Markerink       |                             |
| 2009 | Kirsten Wild         |                             |
| 2010 | Kirsten Wild         | Cervelo Test Team           |
| 2011 | Amber Neben          |                             |
| 2012 | Annemiek van Vleuten | Rabobank Women Cycling Team |